# Lista de animais extintos na África
Esta é uma lista de animais extintos na África.

## Aves

### Struthioniformes

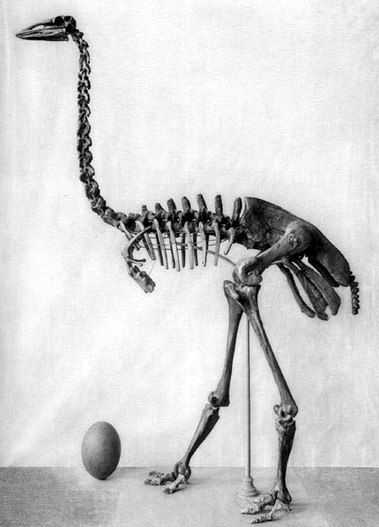
Esqueleto de Ave-elefante (Aepyornis maximus)

- Aepyornis maximus - Ave-elefante - Madagáscar, 1649

### Anseriformes
- Alopochen mauritianus (Newton e Gadow, 1893) - ilha de Maurício, 1698
- Anas theodori (Newton e Gadow, 1893) - ilha de Maurício, 1696

### Gruiformes

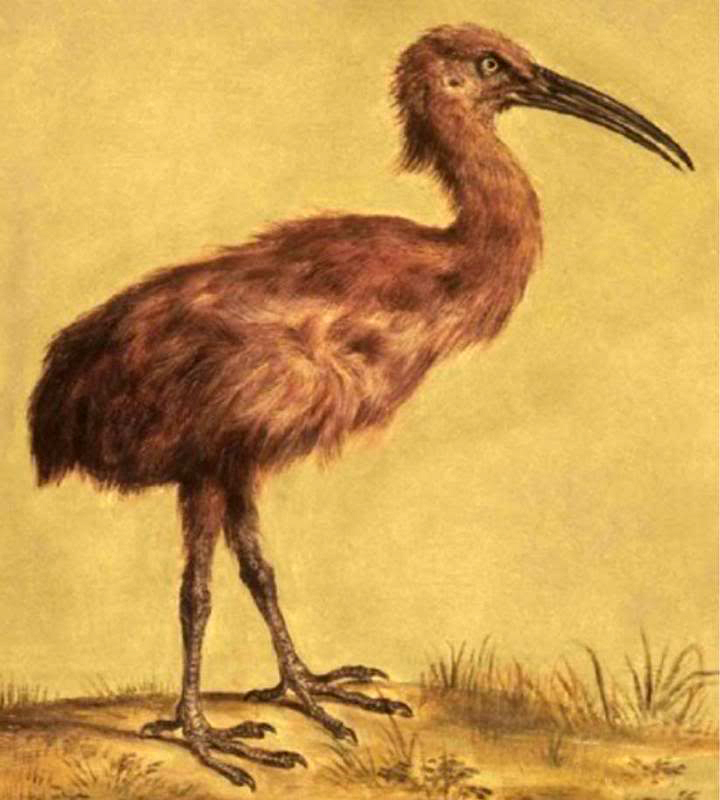
(Aphanapteryx bonasia)

- Aphanapteryx bonasia Selys Longchamps, 1848 - ilha de Maurício, 1675
- Aphanapteryx leguati Milne-Edwards, 1874 - ilha de Rodrigues, 1730

### Ciconiiformes
- Nycticorax mauritianus (Newton e Gadow, 1893) - ilha de Maurício, 1693
- Nycticorax megacephalus (Milne-Edwards, 1873) - ilha Rodrigues, 1730

### Columbiformes

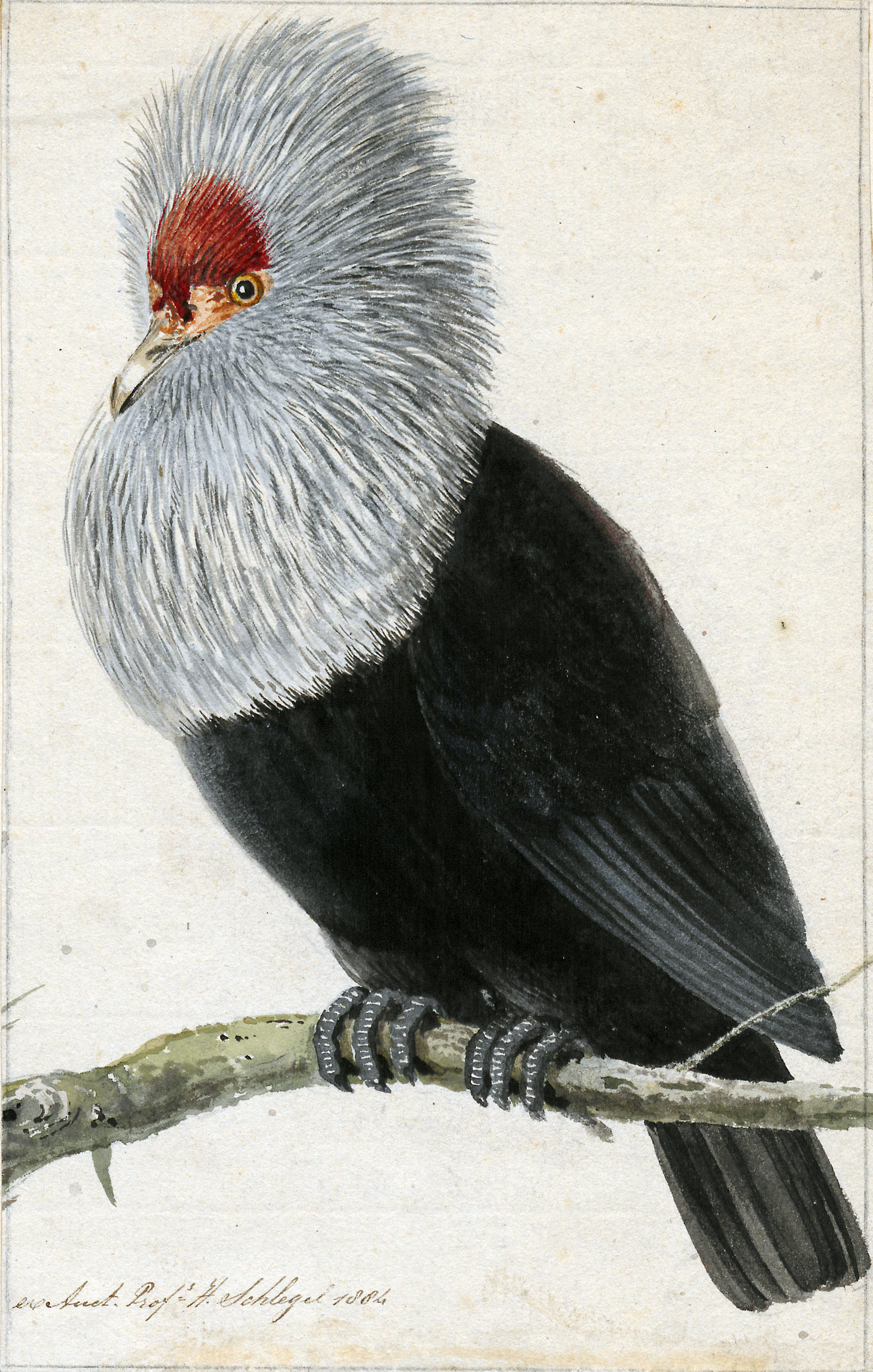
(Alectroenas nitidissima)

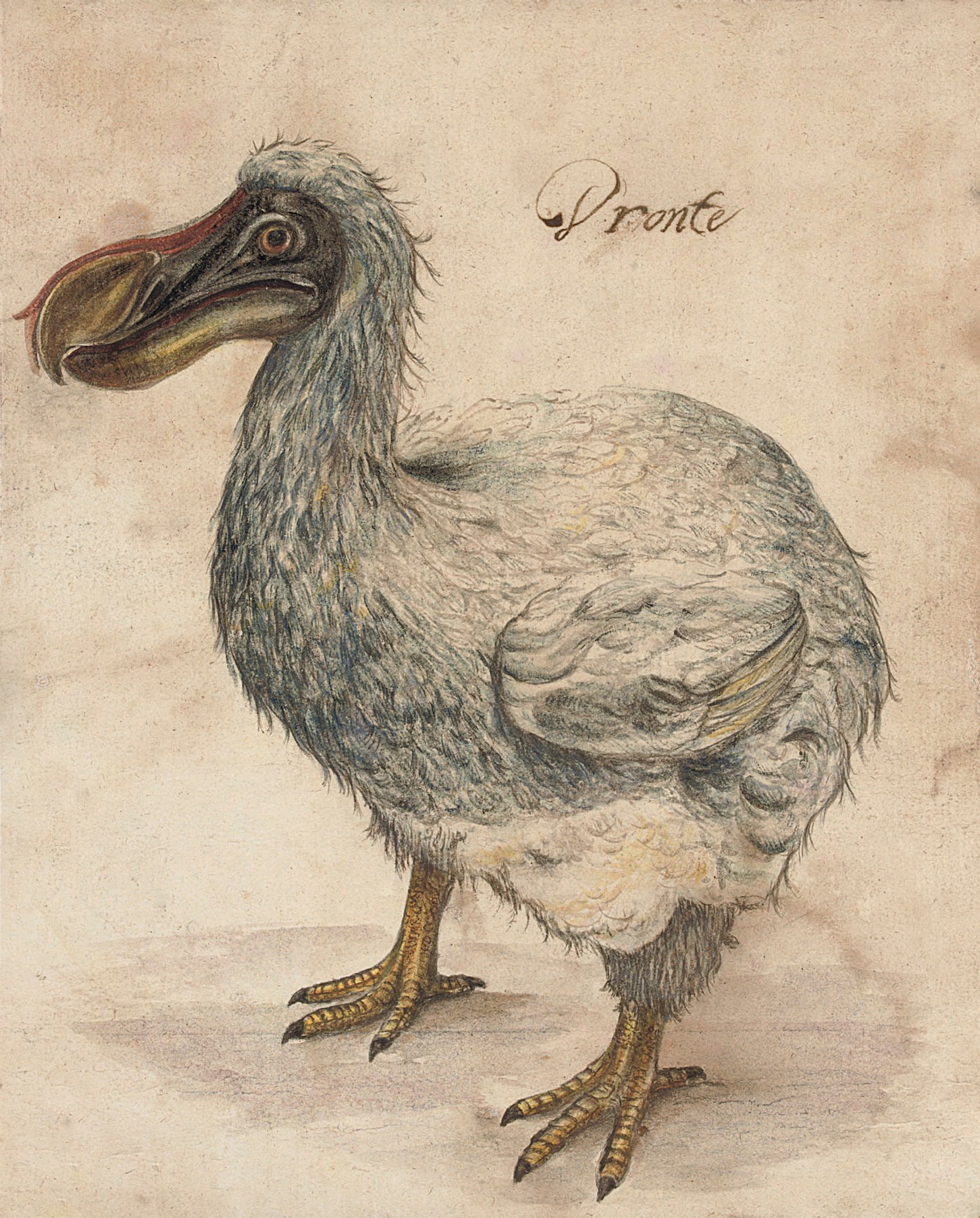
(Dodó)

- Alectroenas rodericana Milne-Edwards, 1874 - ilha Rodrigues, 1693
- Alectroenas nitidissima (Scopoli, 1786) - ilha de Maurício, 1830
- Raphus cucullatus (Linnaeus, 1758) - Dodô - ilha de Maurício, 1681
- Pezophaps solitaria (Gmelin, 1789) - Solitário-de-rodrigues - ilha Rodrigues, 1791

### Psittaciformes
- Psittacula wardi (Newton, 1867) - ilhas Seicheles, 1906
- Psittacula exsul (Newton, 1872) - ilha Rodrigues, 1875
- Lophopsittacus mauritianus Owen, 1866 - Papagaio-de-bico-largo - ilha de Maurício, 1638
- Lophopsittacus bensoni Holyoak, 1973 - Papagaio-cinzento-das-maurícias - lha de Maurício, 1764
- Necropsittacus rodericanus Milne-Edwards, 1867 - ilha Rodrigues, 1730

### Cuculiformes
- Coua delalandei (Temminck, 1827) - Madagascar, 1834

### Strigiformes
- Mascarenotus sauzieri Newton e Gadow, 1893 - ilha Maurício, 1859
- Mascarenotus murivorus Mourer-Chauviré et al., 1994 - ilha Rodrigues, 1730

### Passeriformes
- Nesillas aldabranus Benson e Penny, 1968 - ilha de Aldabra, Seychelles, década de 1980
- Necropsar rodericanus Sclater, 1879 - ilha Rodrigues, 1832

## Mamíferos

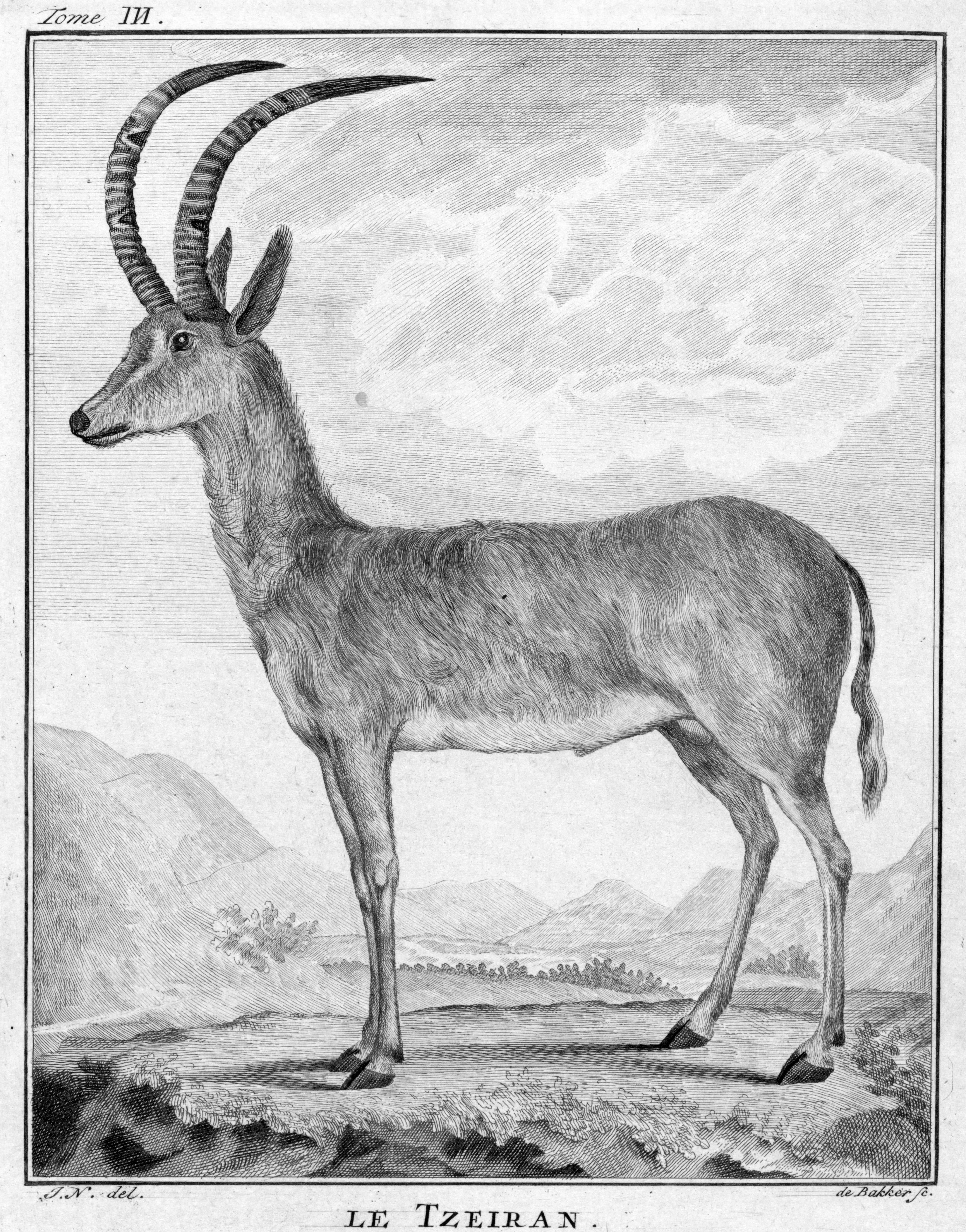
(Antílope-azul)

### Primatas
- Daubentonia robusta - Madagascar - extinto em 1930

### Perissodactyla
- Equus quagga quagga Boddaert, 1785 – Quagga – África do Sul – o último exemplar morreu em 1883, na natureza acredita-se que tenham sobrevivido até 1878[1].

### Artiodactyla
- Gazella rufina Thomas, 1894 – Gazela-vermelha – Argélia – extinta em 1894
- Hippotragus leucophaeus (Pallas, 1766) – Antílope-azul – África do Sul – o último exemplar foi morto em 1800[2].

Lista de subspécies de mamíferos extintas

### Primatas
- Procolobus badius waldroni (Hayman, 1936) – Gana e Costa do Marfim – o último exemplar registrado foi em 1978, depois de inúmeras expedições em 1993 a 1999 ele foi declarado extinto em 2000

### Carnivora
- Panthera leo leo (Linnaeus, 1758) – Leão-do-atlas – norte da África – o último exemplar foi morto no Marrocos em 1942
- Panthera leo melanochaitus (Smith, 1858) - Leão-do-cabo – África do Sul – os últimos animais foram mortos em 1865[3].

### Perissodactyla
- Diceros bicornis longipes Zukowksy, 1949 - África Ocidental – extinto em 2011

### Artiodactyla
- Phacochoerus aethiopicus aethiopicus (Pallas, 1766) - África Oriental – extinto em 1900
- Alcelaphus buselaphus buselaphus (Pallas, 1766) – norte da África – o último animal na natureza foi registrado em 1925 em Marrocos, em cativeiro o último exemplar morreu na França em 1923
- Orebia ourebi kenyae Meinhertzhagen, 1905 – Quênia – extinto em 1996

## Répteis

### Scincidae
- Chioninia coctei - Cabo Verde.
- Macroscincus coctei - Lagarto-Caboverdiano ou Lagarto-Gigante-de-Cabo-Verde - Cabo Verde - Extinto no começo do século XX.

### Testudinidae
- Cylindraspis inepta - Ilhas Maurício.
- Cylindraspis peltastes - Ilha Rodrigues.
- Cylindraspis triserrata - Ilhas Maurício.
- Cylindraspis vosmaeri - Tartaruga-Gigante-de-Rodrigues - Ilha Rodrigues - Extinta em 1802.

## Peixes

### Cichlidae
- Haplochromis arcanus Greenwood & Gee, 1969 - Quénia, Tanzânia e Uganda.
- Haplochromis artaxerxes Greenwood, 1962 - Uganda.
- Haplochromis bartoni Greenwood, 1962 - Quénia, Tanzânia e Uganda.
- Haplochromis boops (Greenwood, 1967) - Quénia, Tanzânia e Uganda.
- Haplochromis cassius Greenwood & Barel, 1978 - Quénia, Tanzânia e Uganda.
- Haplochromis decticostoma Greenwood & Gee, 1969 - Quénia, Tanzânia e Uganda.
- Haplochromis dentex Regan, 1922 - Quénia, Tanzânia e Uganda.
- Haplochromis estor Regan, 1929 - Quénia, Tanzânia e Uganda.
- Haplochromis flavipinnis (Boulenger, 1906) - Quénia, Tanzânia e Uganda.
- Haplochromis gilberti (Greenwood & Gee, 1969) - Quénia, Tanzânia e Uganda.
- Haplochromis longirostris (Hilgendorf, 1888) - Quénia, Tanzânia e Uganda.
- Haplochromis macrognathus Regan, 1922 - Quénia, Tanzânia e Uganda.
- Haplochromis mandibularis Greenwood, 1962 - Quénia, Tanzânia e Uganda.
- Haplochromis martini (Boulenger, 1906) - Quénia, Tanzânia e Uganda.
- Haplochromis michaeli Trewavas, 1928 - Quénia, Tanzânia e Uganda.
- Haplochromis nanoserranus Greenwood & Barel, 1978 - Quénia, Tanzânia e Uganda.
- Haplochromis nigrescens (Pellegrin, 1909) - Quénia, Tanzânia e Uganda.
- Haplochromis nyanzae Greenwood, 1962 -Quénia, Tanzânia e Uganda.
- Haplochromis obtusidens (Trewavas, 1928) - Quénia, Tanzânia e Uganda.
- Haplochromis pachycephalus Greenwood, 1967 - Quénia, Tanzânia e Uganda.
- Haplochromis paraguiarti Greenwood, 1967 - Quénia, Tanzânia e Uganda.
- Haplochromis paraplagiostoma Greenwood & Gee, 1969 - Quénia, Tanzânia e Uganda.
- Haplochromis percoides Boulenger, 1906 - Quénia, Tanzânia e Uganda.
- Haplochromis pharyngomylus Regan, 1929 - Quénia, Tanzânia e Uganda.
- Haplochromis prognathus (Pellegrin, 1904) - Quénia, Tanzânia e Uganda.
- Haplochromis pseudopellegrini Greenwood, 1967 - Quénia, Tanzânia e Uganda.
- Haplochromis teegelaari Greenwood & Barel, 1978 - Quénia, Tanzânia e Uganda.
- Haplochromis thuragnathus Greenwood, 1967 - Quénia, Tanzânia e Uganda.
- Haplochromis xenostoma (Regan, 1922) - Quénia Tanzânia e Uganda.